# Herrarnas K-4 1000 meter i kanotsport vid olympiska sommarspelen 1988
Herrarnas K-4 1000 meter vid olympiska sommarspelen 1992 hölls i Seoul. 

## Medaljörer
| Gren           | Guld                                                           | Silver                                                                       | Brons                                                                   |
| K-4 1000 meter | Ungern Zsolt Gyulay Ferenc Csipes Sándor Hódosi Attila Ábrahám | Sovjetunionen Aleksandr Motuzenko Sergej Kirsanov Igor Nagaev Viktor Denisov | Östtyskland Kay Bluhm André Wohllebe Andreas Stähle Hans-Jörg Bliesener |

## Resultat

### Heat
| Heat 1 |                                                                                      |         |    |
| 1.     | Zsolt Gyulay, Ferenc Csipes, Sándor Hódosi och Attila Ábrahám (HUN)                  | 2:58.54 | QS |
| 2.     | Gilbert Schneider, Reiner Scholl, Dirk Joestel och Thomas Reineck (FRG)              | 3:01.07 | QS |
| 3.     | Knut Holmann, Morten Ivarsen, Arne Slettsjø och Arne Johan Almeland (NOR)            | 3:01.54 | QS |
| 4.     | Beniamino Bonomi, Daniele Scarpa, Alessandro Pieri och Francesco Mandragona (ITA)    | 3:04.38 | QR |
| 5.     | Didier Vavasseur, Christophe Petibout, Pierre Lubac och Daniel Legras (FRA)          | 3:16.54 | QR |
| 6.     | Seo Gyeong-Sek, Yun Yeong-Dae, Lee Yong-Cheol och Kim Dong-Su (KOR)                  | 3:23.32 | QR |
| Heat 2 |                                                                                      |         |    |
| 1.     | Maciej Freimut, Wojciech Kurpiewski, Grzegorz Krawców och Kazimierz Krzyżański (POL) | 3:06.52 | QS |
| 2.     | Michael Harbold, Terry White, Curt Bader och Terry Kent (USA)                        | 3:07.70 | QS |
| 3.     | Bryan Thomas, Steven Wood, Grant Kenny och Paul Gilmour (AUS)                        | 3:10.32 | QS |
| 4.     | Rueben Burgess, Robin Ayres, Jan Raciborski och Adrian Collier (GBR)                 | 3:16.71 | QR |
| 5.     | Gustavo Cirillo, José Luis Marello, Fernando Chaparro och Norberto Méndez (ARG)      | 3:23.33 | QR |
| 6.     | Donald Brien, Colin Shaw, Kenneth Padvaiskas och Renn Crichlow (CAN)                 | 3:31.62 | QR |
| Heat 3 |                                                                                      |         |    |
| 1.     | Kay Bluhm, André Wohllebe, Andreas Stähle och Hans-Jörg Bliesener (GDR)              | 3:02.72 | QS |
| 2.     | Aleksandr Motuzenko, Sergej Kirsanov, Igor Nagaev och Viktor Denisov (URS)           | 3:03.30 | QS |
| 3.     | Per-Inge Bengtsson, Lars-Erik Moberg, Kalle Sundqvist och Bengt Andersson (SWE)      | 3:04.98 | QS |
| 4.     | Juan Manuel Sánchez, Fernando Fuentes, Javier Álvarez och Juan José Román (ESP)      | 3:06.96 | QR |
| 5.     | Grant Bramwell, Brent Clode, John MacDonald och Stephen Richards (NZL)               | 3:10.27 | QR |
| 6.     | Nikolaj Jordanov, Petar Godev, Borislav Tsvetkov och Ivan Marinov (BUL)              | 3:15.00 | QR |

### Återkval
| Återkval 1 |                                                                                   |         |    |
| 1.         | Beniamino Bonomi, Daniele Scarpa, Alessandro Pieri och Francesco Mandragona (ITA) | 3:06.90 | QS |
| 2.         | Nikolaj Jordanov, Petar Godev, Borislav Tsvetkov och Ivan Marinov (BUL)           | 3:09.30 | QS |
| 3.         | Grant Bramwell, Brent Clode, John MacDonald och Stephen Richards (NZL)            | 3:11.27 | QS |
| 4.         | Gustavo Cirillo, José Luis Marello, Fernando Chaparro och Norberto Méndez (ARG)   | 3:24.16 |    |
| 5.         | Seo Gyeong-Sek, Yun Yeong-Dae, Lee Yong-Cheol och Kim Dong-Su (KOR)               | 3:26.79 |    |
| Återkval 2 |                                                                                   |         |    |
| 1.         | Didier Vavasseur, Christophe Petibout, Pierre Lubac och Daniel Legras (FRA)       | 3:16.68 | QS |
| 2.         | Juan Manuel Sánchez, Fernando Fuentes, Javier Álvarez och Juan José Román (ESP)   | 3:16.79 | QS |
| 3.         | Donald Brien, Colin Shaw, Kenneth Padvaiskas och Renn Crichlow (CAN)              | 3:16.80 | QS |
| 4.         | Rueben Burgess, Robin Ayres, Jan Raciborski och Adrian Collier (GBR)              | 3:17.54 |    |

### Semifinaler
| Semifinal 1 |                                                                                      |                 |    |
| 1.          | Zsolt Gyulay, Ferenc Csipes, Sándor Hódosi och Attila Ábrahám (HUN)                  | 3:07.16         | QF |
| 2.          | Per-Inge Bengtsson, Lars-Erik Moberg, Kalle Sundqvist och Bengt Andersson (SWE)      | 3:10.11         | QF |
| 3.          | Beniamino Bonomi, Daniele Scarpa, Alessandro Pieri och Francesco Mandragona (ITA)    | 3:12.44         | QF |
| 4.          | Donald Brien, Colin Shaw, Kenneth Padvaiskas och Renn Crichlow (CAN)                 | 3:15.03         |    |
| 5.          | Michael Harbold, Terry White, Curt Bader och Terry Kent (USA)                        | 3:15.60         |    |
| Semifinal 2 |                                                                                      |                 |    |
| 1.          | Aleksandr Motuzenko, Sergej Kirsanov, Igor Nagaev och Viktor Denisov (URS)           | 3:09.07         | QF |
| 2.          | Maciej Freimut, Wojciech Kurpiewski, Grzegorz Krawców och Kazimierz Krzyżański (POL) | 3:10.87         | QF |
| 3.          | Didier Vavasseur, Christophe Petibout, Pierre Lubac och Daniel Legras (FRA)          | 3:11.11         | QF |
| 4.          | Grant Bramwell, Brent Clode, John MacDonald och Stephen Richards (NZL)               | 3:15.90         |    |
| -           | Knut Holmann, Morten Ivarsen, Arne Slettsjø och Arne Johan Almeland (NOR)            | Fullföljde inte |    |
| Semifinal 3 |                                                                                      |                 |    |
| 1.          | Kay Bluhm, André Wohllebe, Andreas Stähle och Hans-Jörg Bliesener (GDR)              | 3:06.80         | QF |
| 2.          | Bryan Thomas, Steve Wood, Grant Kenny och Paul Gilmour (AUS)                         | 3:08.52         | QF |
| 3.          | Gilbert Schneider, Reiner Scholl, Dirk Joestel och Thomas Reineck (FRG)              | 3:09.67         | QF |
| 4.          | Nikolaj Jordanov, Petar Godev, Borislav Tsvetkov och Ivan Marinov (BUL)              | 3:11.56         |    |
| 5.          | Juan Manuel Sánchez, Fernando Fuentes, Javier Álvarez och Juan José Román (ESP)      | 3:13.88         |    |

### Final
| Gold   | Zsolt Gyulay, Ferenc Csipes, Sándor Hódosi och Attila Ábrahám (HUN)                  | 3:00.20 |
| Silver | Aleksandr Motuzenko, Sergej Kirsanov, Igor Nagaev och Viktor Denisov (URS)           | 3:01.40 |
| Bronze | Kay Bluhm, André Wohllebe, Andreas Stähle och Hans-Jörg Bliesener (GDR)              | 3:02.37 |
| 4.     | Bryan Thomas, Steven Wood, Grant Kenny och Paul Gilmour (AUS)                        | 3:03.70 |
| 5.     | Maciej Freimut, Wojciech Kurpiewski, Grzegorz Krawców och Kazimierz Krzyżański (POL) | 3:04.73 |
| 6.     | Gilbert Schneider, Reiner Scholl, Dirk Joestel och Thomas Reineck (FRG)              | 3:05.43 |
| 7.     | Beniamino Bonomi, Daniele Scarpa, Alessandro Pieri och Francesco Mandragona (ITA)    | 3:05.97 |
| 8.     | Per-Inge Bengtsson, Lars-Erik Moberg, Kalle Sundqvist och Bengt Andersson (SWE)      | 3:06.03 |
| 9.     | Didier Vavasseur, Christophe Petibout, Pierre Lubac och Daniel Legras (FRA)          | 3:08.71 |